# Bedrîkivți, Zalișciîkî
Bedrîkivți (în ucraineană Бедриківці) este o comună în raionul Zalișciîkî, regiunea Ternopil, Ucraina, formată numai din satul de reședință.

## Demografie
Componența lingvistică a comunei Bedrîkivți
     Ucraineană (99,82%)
     Alte limbi (0,18%)
Conform recensământului din 2001, majoritatea populației comunei Bedrîkivți era vorbitoare de ucraineană (99,82%), existând în minoritate și vorbitori de alte limbi.